# Magelona californica
Magelona californica är en ringmaskart som beskrevs av Hartman 1944. Magelona californica ingår i släktet Magelona och familjen Magelonidae. Inga underarter finns listade i Catalogue of Life.